# Чертольский переулок
Черто́льский переу́лок — улица в центре Москвы в Хамовниках между Пречистенкой и Гагаринским переулком.

## Происхождение названия
Первоначально имел название Царицынский переулок, что было связано с его расположением на месте, где в XVII веке находилась слобода «царицыных детей боярских», бывших низшими чинами царицына двора. Еще раньше переулок именовался Божедомским по приделу мученицы Параскевы Пятницы Божедомской при церкви Спаса нерукотворного образа «что на Убогом дому».  Современное название переулок получил в 1922 году в память о Чертольской слободе, находившейся в правобережье нижнего течения ручья Черторый. Гидроним происходит от народного термина черторой — овраг, рытвина от воды — производное от слов «черт рыл». Не исключено, однако, что название связано с какой-то чертой (границей), проходившей по этому оврагу.

## Описание
Чертольский переулок начинается от Пречистенки, проходит на северо-запад и заканчивается на Гагаринском переулке, продолжаясь за ним как Большой Афанасьевский.

## Здания и сооружения

### По нечётной стороне
- № 1 — участок, где стояла Церковь Спаса Нерукотворного Образа, что на Убогих домах. Впервые деревянная церковь была упомянута в 1625 году, в 1694—1696 года она была перестроена в каменную, типа «восьмерик на четверике». В 1729—1730 годах на южной стороне появился южный придел Николая Чудотворца, в 1746 году на северной — придел мученицы Параскевы, благодаря чему храм также стал называться Параскеевским или Пятницким. В начале XIX века были воздвигнуты колокольня и новая трапезная в стиле ампир. В 1934 году храм был снесён, в 1935 году на его месте построено школьное здание, ныне — прогимназия № 1768.

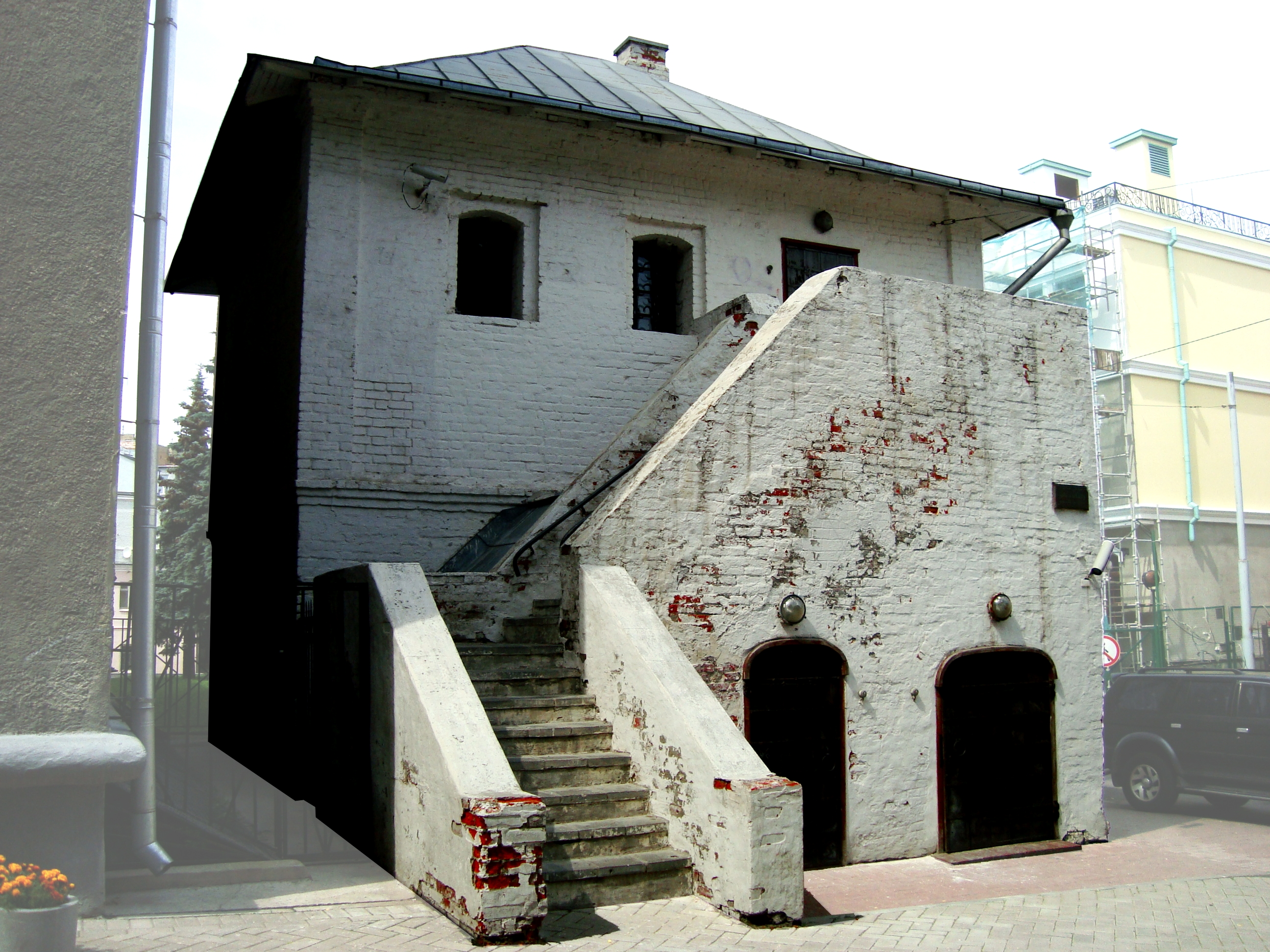
«Башня Згуры», дом, в котором с осени 1924 года снимал квартиру В. В. Згура

- № 3 (№ 12, стр. 9 по Пречистенке) — каменные палаты XVII века (Салтыковых?). Возможно, принадлежали церкви Спаса на Божедомке. Здесь жил искусствовед В. В. Згура, в 1920-е годы в «Замке Згуры» проходили заседания Общества изучения русской усадьбы. Ныне — один из выставочных залов Музея А. С. Пушкина.
- Памятник воспитанникам Московских специальных артиллерийских школ, проявившим мужество и героизм в Великой Отечественной войне 1941—1945 годов (1976, скульптор О. А. Коломайцев, художник Ю. В. Ряховский, архитекторы Ю. П. Платонов, А. С. Панфиль). Памятник сооружён на подиуме школьного здания гимназии; 2 мая 1999 года поставлен на государственную охрану в качестве объекта культурного наследия.

### По чётной стороне
- № 2 (№ 10, стр. 1 по Пречистенке),  памятник архитектуры (федеральный) — Дом И. М. Одоевского — М. Ф. Орлова. На доме установлена мемориальная табличка: «Здесь в 1942—1948 гг. работал Еврейский антифашистский комитет. 12 августа 1952 г. члены комитета пали жертвой сталинского террора».